# 網島駅
網島駅（あみじまえき）は、かつて大阪府大阪市北区東野田町（現在の都島区東野田町四丁目）にあった院鉄桜ノ宮線（一部区間廃止後、片町線に編入）の駅（廃駅）である。

## 概要
もともと、浪速鉄道が現在の片町線の一部に当たる片町駅（1997年廃止）- 四条畷駅間を1895年（明治28年）に開業させたが、同社が関西鉄道に合併された後に官営鉄道大阪駅への乗り入れを果たすべく、途中の放出駅から分岐して初代大阪鉄道線（今の大阪環状線東半分）の桜ノ宮駅（1898年（明治31年）開設）に至る路線を計画した。また、浪速鉄道のターミナルであった片町駅は、当初は舟運との接続を優先したため北側を鯰江川、南側を寝屋川に囲まれた立地であって拡幅の余地がなかったため、新たにターミナル駅を設ける必要もあった。
1898年（明治31年）11月18日、放出駅から網島駅に至る区間が開業し、大阪市北区大字東成野田に網島駅が開設された。これに伴い片町駅は、一時的に貨物駅となった。
関西鉄道では、網島駅 - 四条畷駅 - 新木津駅（1911年廃止）- 加茂駅 - 名古屋駅間のルートを本線とし、大阪 - 名古屋間における官営鉄道の東海道本線に対抗すべく、急行列車を網島駅発着で走らせ始めた。この時同駅は、名実ともに関西鉄道のターミナル駅として機能していた。
しかし1900年（明治33年）、関西鉄道が初代大阪鉄道を合併したことで状況は一変する。関西鉄道では1899年（明治32年）に開通した加茂駅 - 大仏駅（1907年廃止） - 奈良駅間の路線と大阪鉄道が保有していた奈良駅 - 天王寺駅 - 湊町駅（現：JR難波駅）間の路線を結んで、県庁所在地の奈良市を通る加茂 - 奈良 - 天王寺 - 湊町のルートを本線にし、急行列車2往復のうち1往復をこのルートで運行するようにしたため、網島駅の存在意義が低下してしまったのである。
その後、1901年（明治34年）には網島駅 - 桜ノ宮駅間の路線が開業し、網島駅は途中駅となった。そして1907年（明治40年）8月21日に、関西鉄道では加茂駅 - 奈良駅間のルートを木津駅経由に変更し、これに伴って新木津駅でのスイッチバックを解消するべく四条畷 - 片町方面への直通ルートだった加茂駅 - 新木津駅間を廃止して加茂駅と木津駅を直結するルートに変更したため、残された木津駅 - 新木津駅 - 網島駅 - 桜ノ宮駅間（木津駅 - 新木津駅間は1898年（明治31年）に開業）と放出駅 - 片町駅間は完全なローカル線と化した。
1907年（明治40年）10月1日に関西鉄道が国有化されて、木津駅 - 桜ノ宮駅間が桜ノ宮線に、放出駅 - 片町駅間が片町線になった後、1913年（大正2年）11月15日に片町線と城東線（現大阪環状線）との交差地点に京橋駅が開設されたため、放出駅 - 桜ノ宮駅間は完全に存在意義を失って廃止され、網島駅も同時に廃止された。そして同時に放出駅 - 木津駅間は片町線に編入されている。

## 歴史

### 年表
- 1898年（明治31年）11月18日：開設[1]。
- 1901年（明治34年）12月21日：網島 - 桜ノ宮間開業。
- 1907年（明治40年）10月1日：国有化[1]。
- 1913年（大正2年）11月15日：桜ノ宮 - 放出間廃止に伴い廃駅[1]。

### 鉄道唱歌
1900年（明治33年）11月に発表された『鉄道唱歌』第5集関西参宮南海編（作詞：大和田建樹、作曲：多梅稚）は、この網島駅を起点としてまず伊勢へ向かっている。
1.汽車をたよりに思い立つ　伊勢や大和の国めぐり　網島いでて関西の　線路を旅の始にて
2.造幣局の朝ざくら　桜の宮の夕すずみ　なごりを跡に見かえれば　城の天守も霞みゆく

## 所在地および現状
現在の大阪市都島区東野田町四丁目、大阪府立東高等学校付近にあった。網島駅跡地は大阪高等工業学校（旧制大阪工業大学、大阪帝国大学工学部を経て現・大阪大学工学部）の敷地となったが、1970年に大阪大学工学部が吹田市へ移転。現在西側は大阪府立東高等学校、東側はNTT西日本の本社・研修センタ等（NTT WEST i-CAMPUS）の敷地となっている。
廃線が明治末期であり、また周辺の道路は戦後大幅に変わったため、網島駅前後の線路の痕跡は全くないが、大阪環状線の京橋 - 桜ノ宮間には往時の乗り越え橋が存在する。網島は都島区南西部の広域地名でもあり、江戸期の浄瑠璃「心中天網島」の題名にもなっている。網島駅付近まで網島と呼ばれていた名残として、網島公設市場（現在のスーパー・コムアミジマ）の存在が挙げられる。なお「網島町」は、もとは鯰江川に架かっていた備前島橋北詰の一画にすぎなかったが、現在は国道1号までを町域としており、平成になって大阪城北詰駅が開業した。

## 隣の駅
鉄道院
桜ノ宮線
放出駅 - 網島駅 - 桜ノ宮駅
（※放出 - 当駅間には寝屋川聯絡所があった）